# Tienmuia
Tienmuia es un género de plantas de flores de la familia Scrophulariaceae. 

## Especie seleccionada
- Tienmuia triandra

- Datos: Q9087575